# Xiahou Wei
En aquest nom xinès, el cognom és Xiahou (夏侯).
Xiahou Wei, nom estilitzat Jiquan (季权), va ser un oficial de Cao Wei durant l'era dels Tres Regnes de l'antiga història xinesa.
El quart fill de Xiahou Yuan (com el primer caràcter del seu nom estilitza reflexa, Ji 季, significant el quart), i se formà com genet arquer com el seu pare, succeiria a Xiahou Yuan al front de les tropes després de la batalla del Mont Dingjun. Xiahou Wei va estar amb el seu germà Xiahou Ba a l'avantguarda de la batalla de les Planúries Wuzhang en el 234. També fou actiu en la repressió de Gongsun Yuan, el governador de Liaodong.
Xiahou Wei va tenir un paper de matrimonier per Yang Hu, casant la seva neboda, la filla de Xiahou Ba amb Yang. Un endeví anomenat Zhu Jianping (朱建平) li va dir a Xiahou Wei que correria una situació de perill per la seva vida quan tingués 49 anys, i si l'endurava, ell podria viure fins als 70. Després que Xiahou Wei va complir els 49, es va emmalaltí molt a principis de desembre, i recordant el que l'endeví l'havia dit, Xiahou Wei va creure que la seva hora havia arribat i va demanar als membres de la família de preparar-se pel funeral. Això no obstant, a finals de desembre, Xiahou Wei va semblar estar bé, pel que va ordenar un gran banquet amb convidats pel 30 de desembre, al·legant que l'endeví no tenia raó. No obstant això, després de la festa, Xiahou Wei va emmalaltir novament i va morir.